# Ian Towers
Ian Towers (Consett, 11 de octubre de 1940 - Ciudad del Cabo, 25 de enero de 2015) fue un futbolista británico que jugaba en la demarcación de delantero.

## Biografía
En 1960, y tras formarse en las categorías inferiores del club, Towers debutó como futbolista con el Burnley FC a manos del entrenador Harry Potts. Con el club llegó a la final de la FA Cup de 1962 contra el Tottenham Hotspur, aunque con resultado adverso. En enero de 1966, por 20 000 libras, el Oldham Athletic AFC se hizo con sus servicios. En la temporada de su debut marcó un total de 27 goles, siendo así la mejor temporada de su carrera. En 1960 se unió al Bury FC por dos temporadas, y tras acabar su contrato, viajó a Sudáfrica para jugar con el Cape Town City FC hasta 1976, llegando a entrenar al club durante su primer año. Cinco años después de su retiro, entrenó al Hellenic FC.
Falleció el 25 de enero de 2015 a los 74 años de edad.

## Clubes

### Como futbolista
| Club                | País       | Año         | Partidos | Goles |
| ------------------- | ---------- | ----------- | -------- | ----- |
| Burnley FC          | Inglaterra | 1960 - 1966 | 51       | 14    |
| Oldham Athletic AFC | Inglaterra | 1966 - 1968 | 95       | 45    |
| Bury FC             | Inglaterra | 1968 - 1970 | 49       | 7     |
| Cape Town City FC   | Sudáfrica  | 1970 - 1976 | ¿?       | ¿?    |

### Como entrenador
| Club              | País      | Año         |
| ----------------- | --------- | ----------- |
| Cape Town City FC | Sudáfrica | 1970 - 1971 |
| Hellenic FC       | Sudáfrica | 1981 - 1985 |